# دايفيد ريتشاردسون
دايفيد ريتشاردسون (بالإنجليزية: David John Leyburn Richardson)‏ هو كاهن أنجليكاني ومؤلف بريطاني، ولد في 14 مارس 1946 في تاونسفيل في أستراليا.